# パトリック・ド・バナ
パトリック・ド・バナ（Patrick de Bana）は、ドイツ出身のバレエダンサー、振付家。日本では主に、マニュエル・ルグリや東京バレエ団との共演で知られる。

## 経歴
ハンブルクでナイジェリア人の父とドイツ人の母のもとに生まれる。ジョン・ノイマイヤー率いるハンブルク・バレエ団で学ぶ。1987年にモーリス・ベジャール率いるスイスのバレエカンパニー、ベジャール・バレエ・ローザンヌに所属し、プリンシパルを務める。ミラノ公演を観たナチョ・ドゥアトに誘われ、1992年にナチョ率いるスペイン国立ダンスカンパニー（Compania Nacional de Danza）に移籍し、10年間プリンシパルを務める。この間にイジー・キリアーン、ウィリアム・フォーサイスらのコンテンポラリーダンスに触れる。
2003年に自らのカンパニーNafas Dance Companyを設立し、スペインのバレンシア州から最優秀男性ダンサー賞を授与されたほか、2005年と2007年にはカルロス・サウラ監督の映画で振付を担当。2007年にカンパニーを解散し、その後はダンサー、振付師として、ファドシンガーやフラメンコダンサーたちのツアーに参加するほか、マニュエル・ルグリ、アニエス・ルテステュ、ファルフ・ルジマートフらと共演するなど、さまざまなバレエ公演に客演している。
主な振付作品には、『マリー・アントワネット』『ルートヴィッヒ二世―白鳥の王』『クレオパトラ―イダ・ルビンシュタイン』 『アポロ』などがある。